# داردیلی
داردیلی (به فرانسوی: Dardilly) یک کامین در فرانسه با جمعیت ۹٬۱۴۹ نفر است که در Canton of Écully واقع شده‌است.